# Chi Lá giang
Aganonerion là chi thực vật có hoa trong họ Apocynaceae.